# Музей Даневирке
Музей Даневирке (нем. Danewerkmuseum) — музей в Данневерк района Шлезвиг-Фленсбург в земле Шлезвиг-Гольштейн (Германия). Посвящён исторической системе укреплений викингов Даневирке.

## Описание
Музей посвящён истории Даневирке от эпохи викингов до немецко-датских войн. Основан в 1990 году в бывшем фермерском доме прямо на стыке между бывшими системой датских укреплений Даневирке и дорогой Охсенвег в муниципалитете Данневерк недалеко от Шлезвига. В 2002 году музей был расширен. Кроме экспозиции в Даневирке есть также выставка, посвящённая истории датчан в южном Шлезвиге с 1864 года под названием Датчане в Южном Шлезвиге). Музей посещают около 20 000 человек в год. Работает совместно с музеем викингов Хедебю и музеем в замке Готторп.

### Галерея: интерьер музея

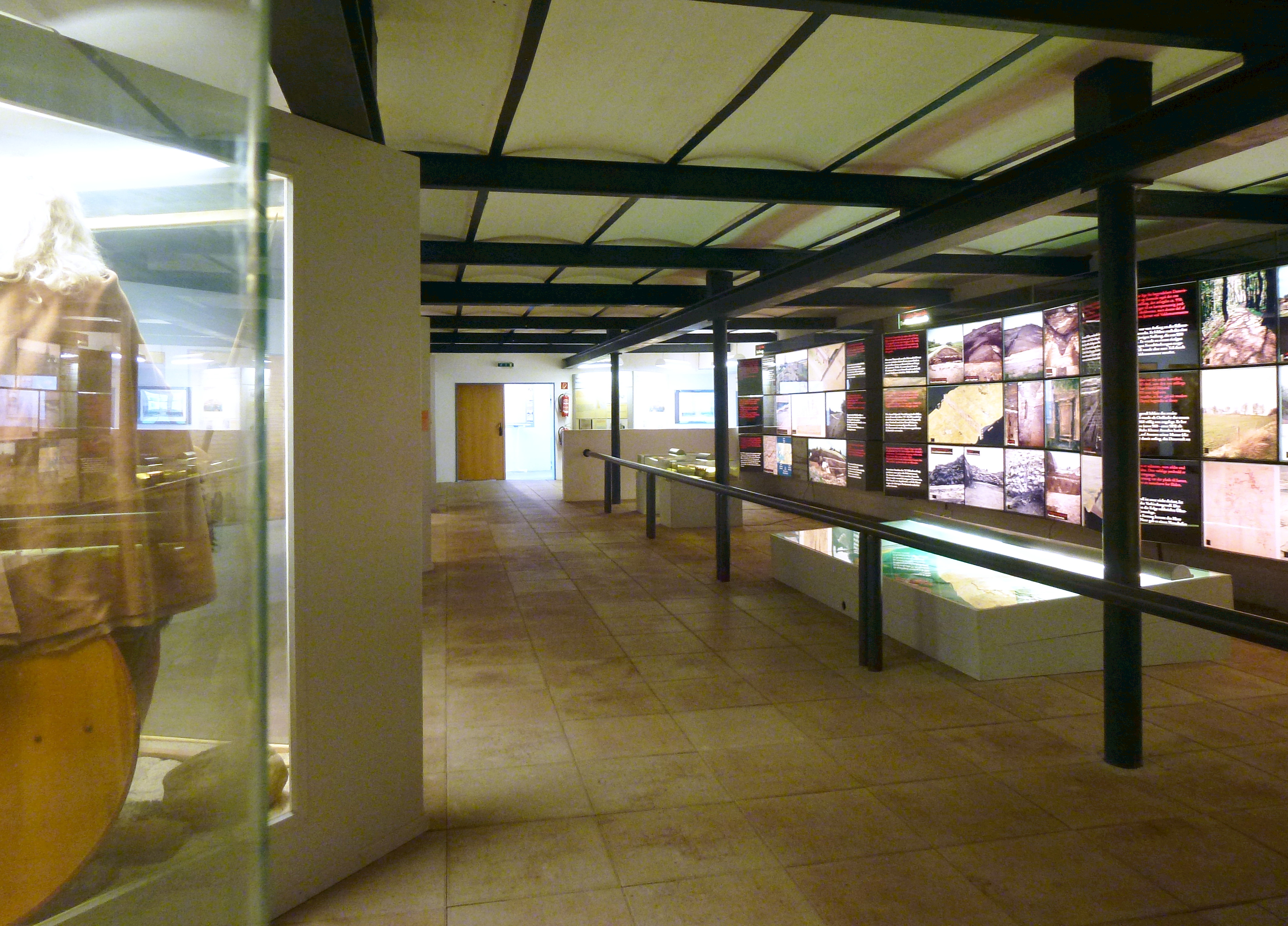
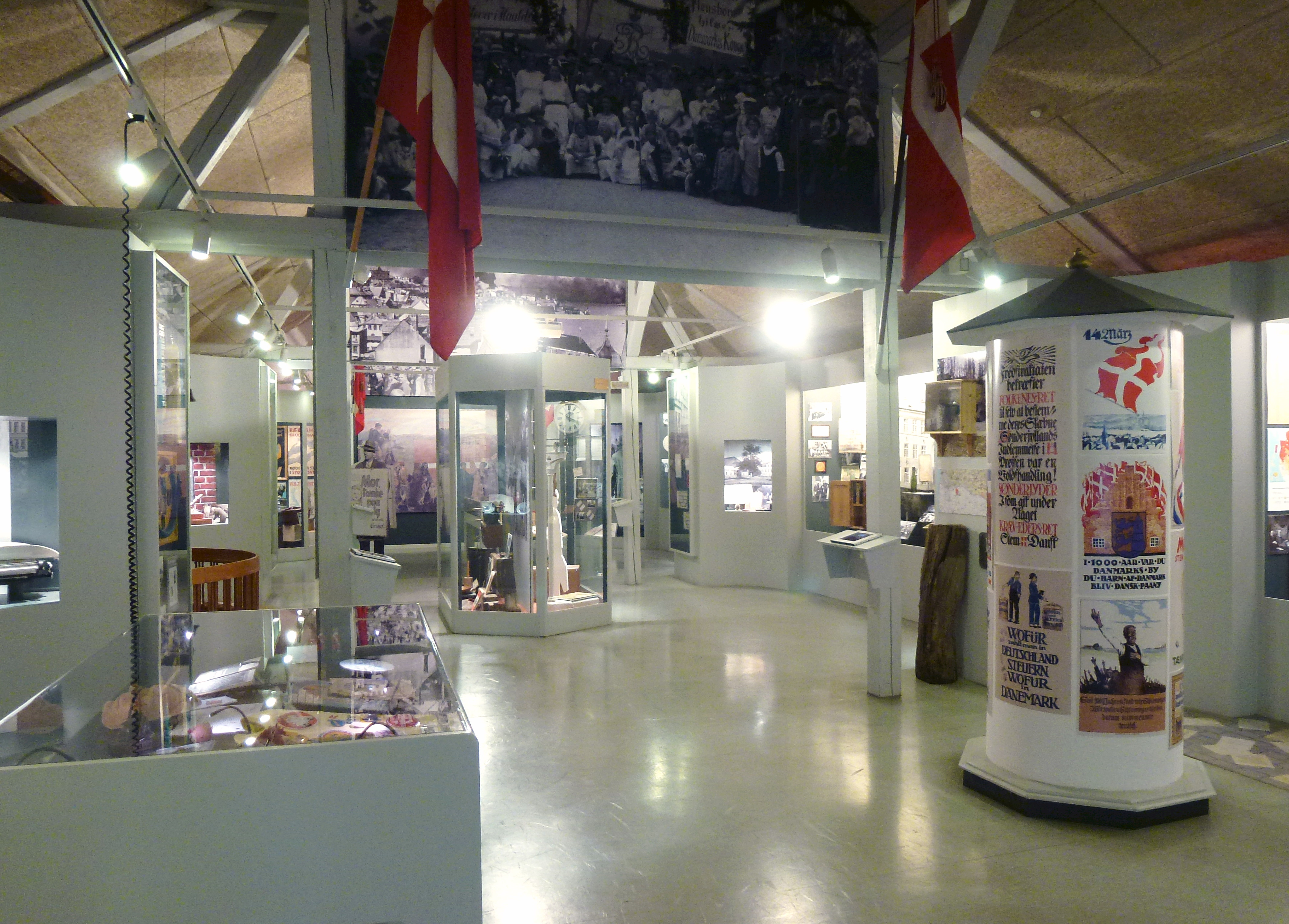
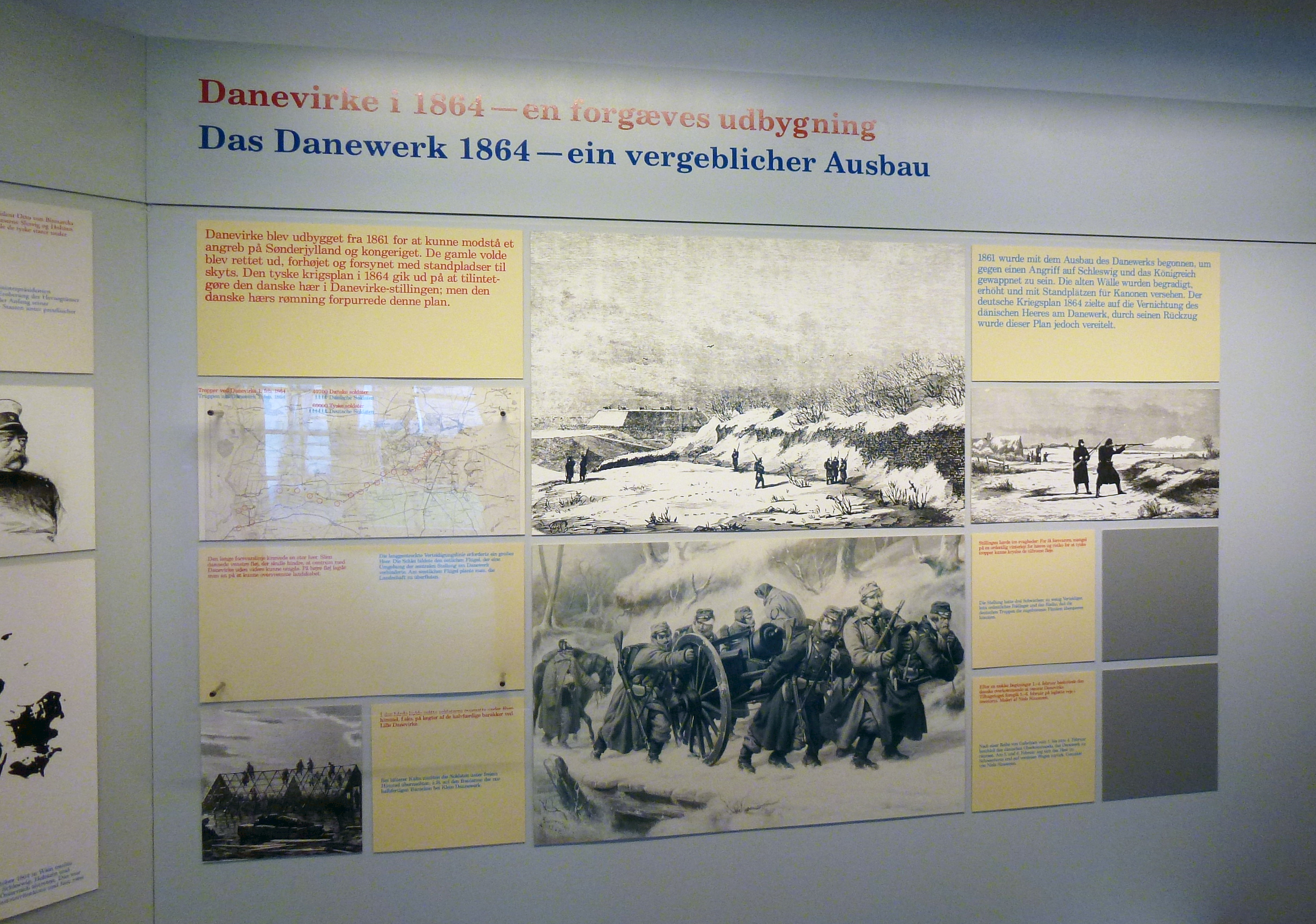
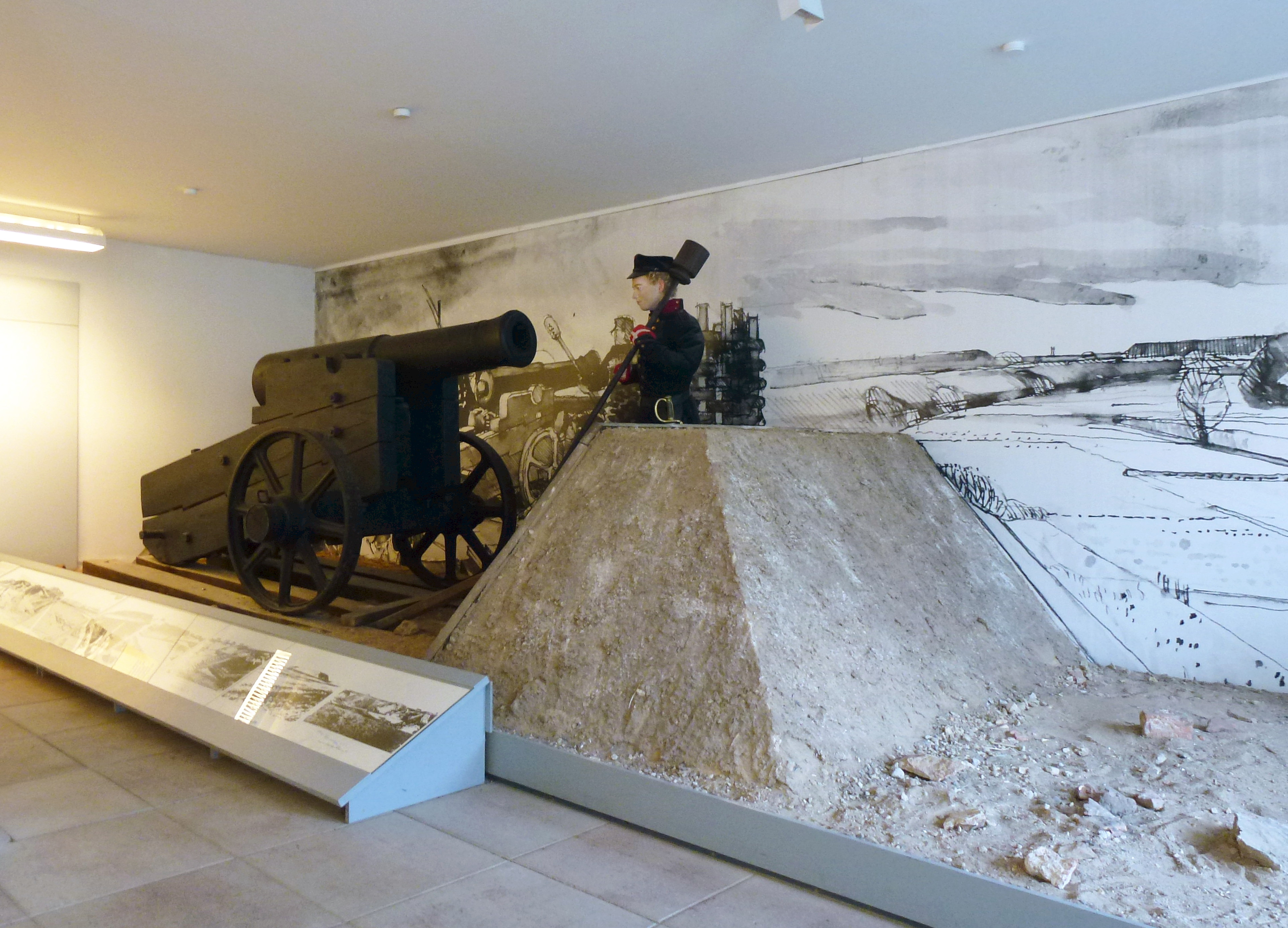

## Археологический парк
В дополнение к коллекциям в музее на окружающей территории расположен археологический парк. Здесь находятся главная цепь оборонительных укреплений со стеной Вальдемара и одно из пушечных укреплений (Schanze 14) времён германо-датской войны. Они расположены к востоку от музея находится в нескольких минутах ходьбы от бывшего Thyraburg. В период с 2009 по 2014 год рядом с музеем проводились несколько раскопок немецкими и датскими археологами.
Даневирке как датское пограничное укрепление состояло из нескольких земляных стен, рвов вверх по течению, валов и озёрного барьера. Он соединял поселение викингов Хедебю на Шлее с Холлингштедтом на Трене. Остервалл возле Эккернфёрде также блокировал полуостров Швансен. Также как Виглесдор на историческом пути Охсенвег, Даневирке имел ворота для торговцев и путешественников.

### Галерея: археологический парк

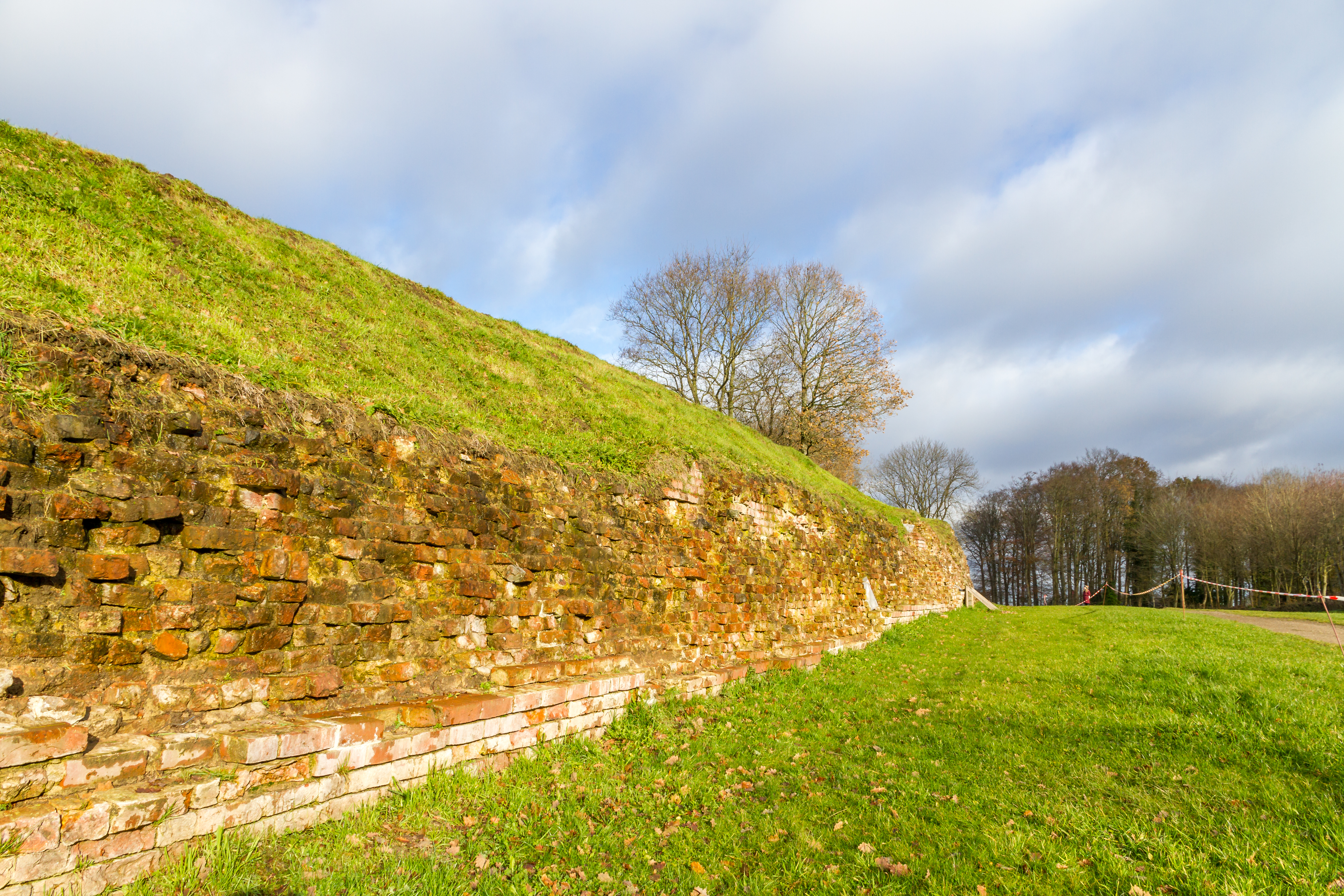
Стена Вальдемара
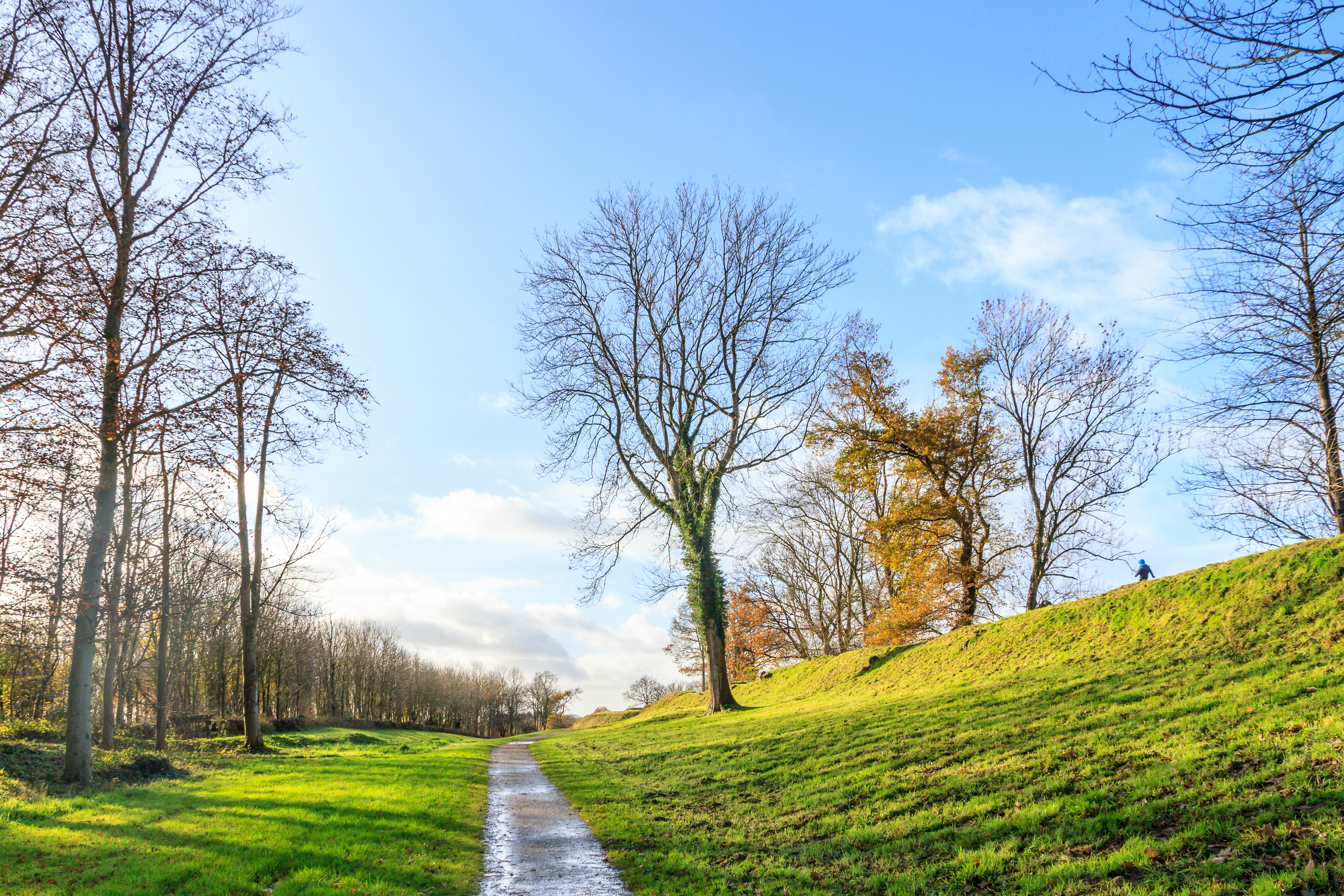
Даневирке
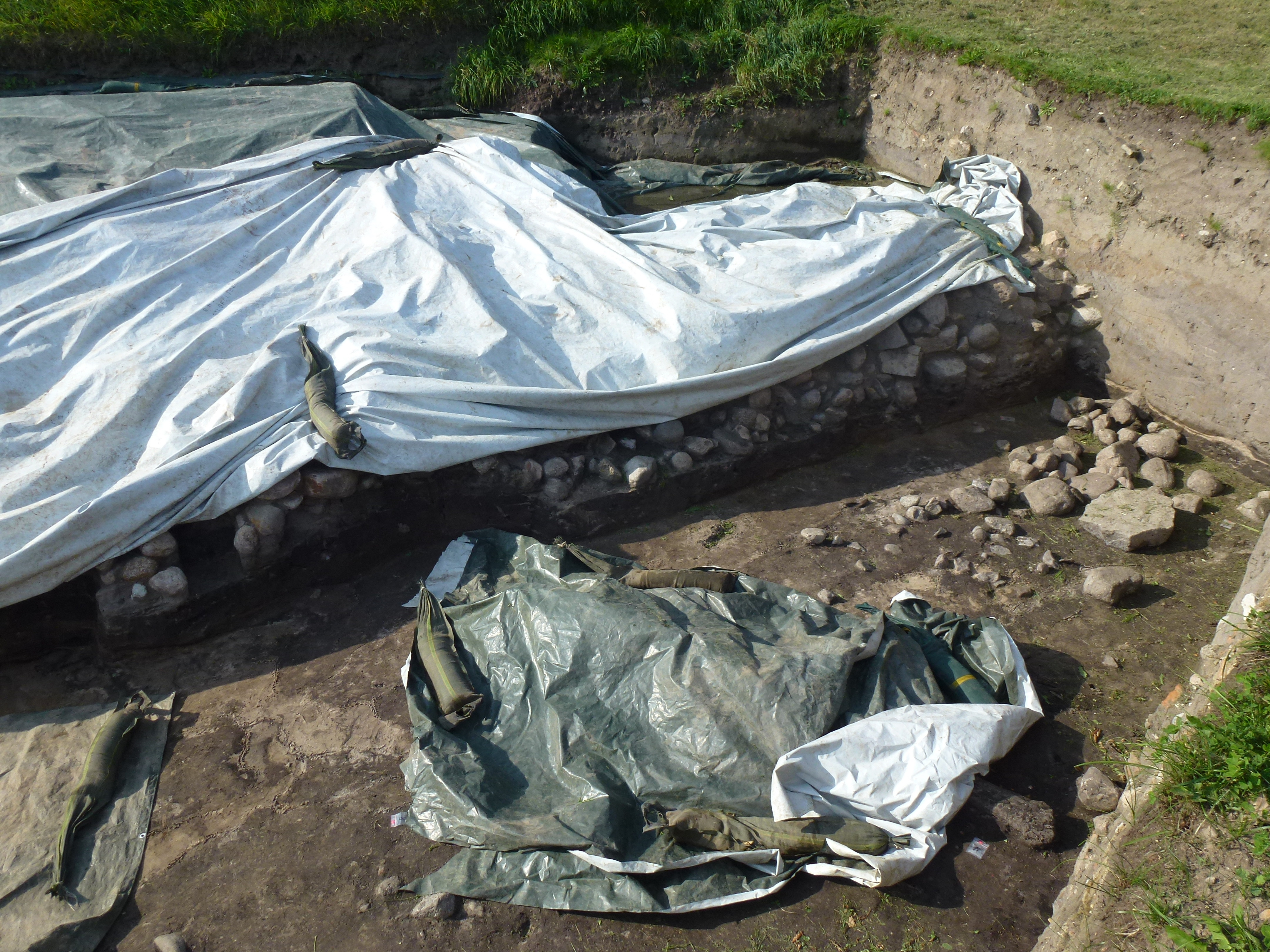
Археологические раскопки (сентябрь 2014)
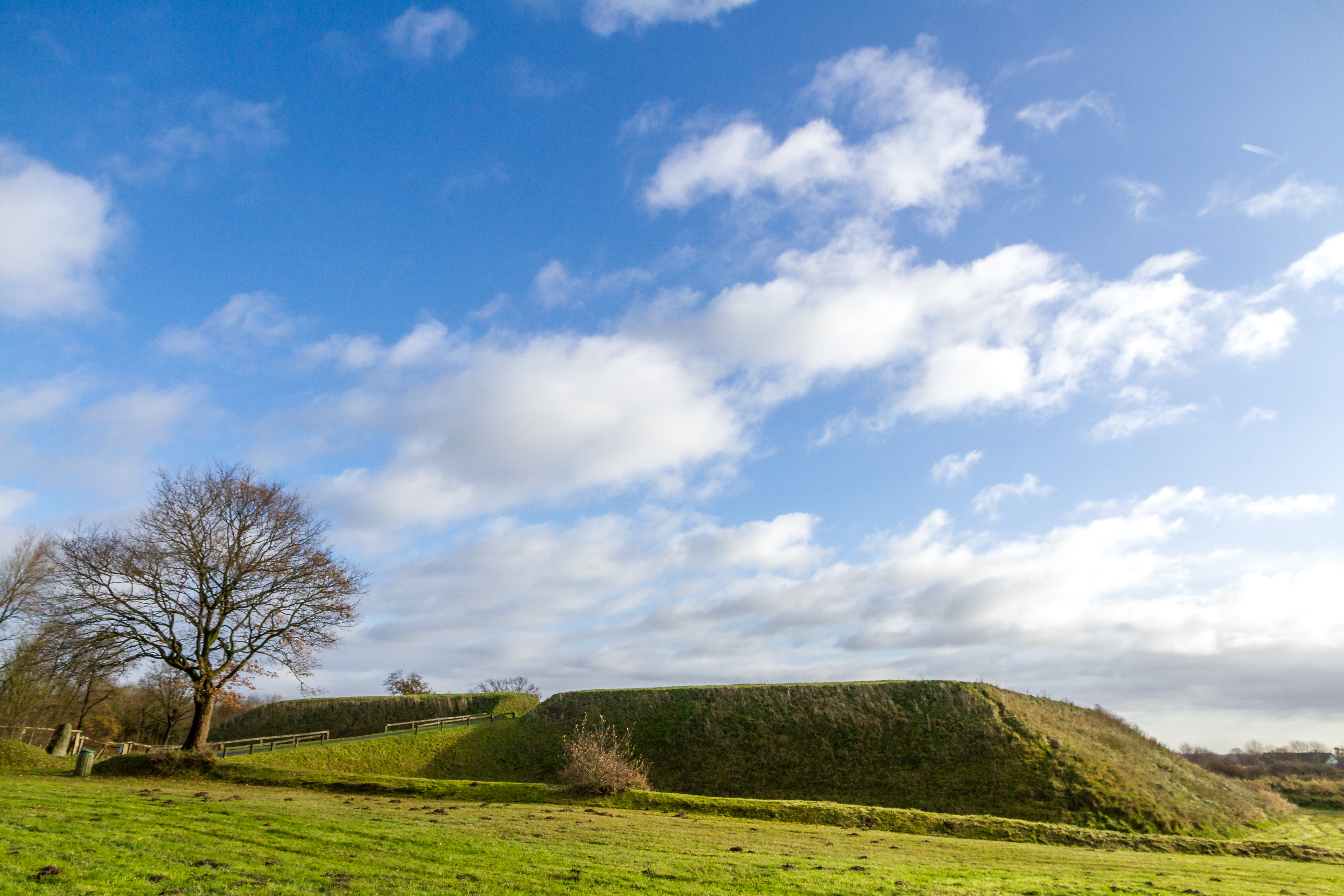
Пушечное укрепление Schanze 14